# Runaway Bay (Jamajka)
Runaway Bay – miasto na Jamajce, w regionie Saint Ann.